# GC Amicitia Zürich
El Grasshopper Club Amicitia Zürich es un club de balonmano suizo fundado en 2010 a partir de la fusión de los clubes de balonmano del ZMC Amicitia Zúrich y el Grasshopper Club Zúrich.
Contando el palmarés del antiguo Grasshopper Club Zúrich y el ZMC Amicitia Zürich, es el equipo más laureado del país, con 26 ligas y 2 copas.

## Palmarés
- Liga de Suiza de balonmano (26): 1950, 1951, 1952, 1954, 1955, 1956, 1957, 1962, 1963, 1964, 1965, 1966, 1968, 1969, 1970, 1975, 1976, 1977, 1979, 1987, 1988, 1989, 1990, 1991, 2008, 2009
- Copa de Suiza de balonmano (2): 2009, 2022

## Plantilla 2024-25
|  | Porteros - 1 Arne Fuchs - 16 Viachaslau Saldatsenka - 31 Tim Müller Extremos izquierdos - 15 Gion Hayer - 22 Noah Grau Extremos derechos - 5 Lukas Osterwalder - 9 Martin Popovski - 24 David Poloz Pívots - 4 Igor Čagalj - 21 Marc Bader - 23 Luigj Quni | Laterales izquierdos - 7 Yann Thümena - 27 Jorn Smits - 87 Januš Lapajne Centrales - 6 Gilles Besek - 13 David Flajsar - 17 Jann Bamert - 32 Flurin Platz Laterales derechos - 11 Iso Sluijters |